# Театр имени Стефана Жеромского
«Театр имени Стефана Жеромского» (пол. Teatr im. Stefana Żeromskiego) — драматический театр в Кельце.

## История
Современный профессиональный театр имени Стефана Жеромского был создан в 1945 году.
В 1878 году в этом здании был открыт «Театр Людвика», но в то же время в том же здании располагались также отель и ресторан. Первое выступление в Театре Людвика состоялось 6 января 1879 года. Здесь с гастролями выступали Габриеля Запольская, Александр Зельверович и Казимеж Юноша-Стемповский, приезжал Станислав Пшибышевский с театральной труппой, ставившей его драмы.

## Известные актёры театра
- Арлак, Виолетта
- Бонк, Хенрик
- Грыгляшевская, Халина
- Делонг, Павел
- Касендра, Людвик
- Котыс, Рышард
- Майр, Ига
- Малянович, Зыгмунт
- Мельчарек, Сабина
- Милевская, Анна
- Моес, Ежи
- Нивиньский, Станислав
- Павликовский, Мечислав
- Петруский, Рышард
- Помыкала, Дорота
- Пыркош, Витольд
- Улевич, Вацлав
- Цепелевская, Анна
- Яхевич, Алиция
- Ярмул, Ядвига